# 小叶青皮槭
小叶青皮槭（学名：Acer cappadocicum var. sinicum）为槭树科枫属下的一个变种。

## 扩展阅读
- 維基物種上的相關：小叶青皮槭